# Frans Breydel

The mummers in het Museum Hermitage in Sint-Petersburg

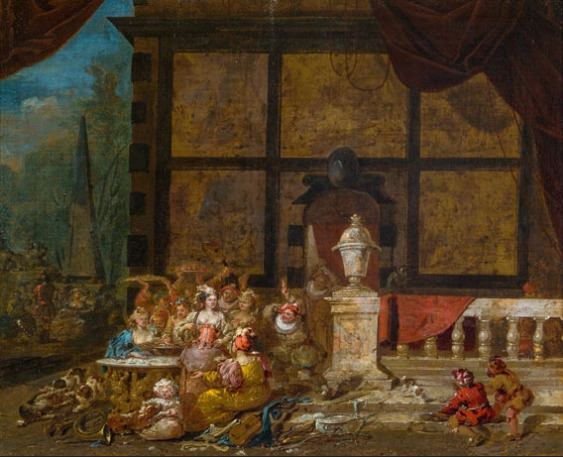
Vrolijk gezelschap

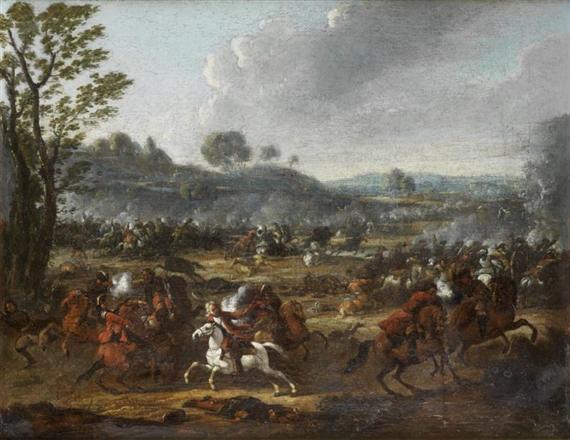
Strijd tussen ruiters

Frans Breydel (Antwerpen, 8 september 1679 - 24 november 1750) was een Zuid-Nederlands kunstschilder.

## Levensloop
Hij was een zoon van Viglius Breydel (°1629) en van Angela de Lorenci. Hij had een broer, Karel Breydel, die eveneens kunstschilder was.
Hij was waarschijnlijk leerling van Pieter Rysbraeck. Als jonge kunstenaar trok hij naar Duitsland en werd weldra een veelgevraagd schilder aan het hof van Kassel-Hesse. Gedurende een paar jaar kwam Karel Breydel hem bijstand verlenen om de bestellingen te kunnen bijhouden.
Ondanks het succes, bleef hij niet in Kassel en rond 1724 vertrok hij naar Engeland. Hij ontmoette er Herman Vander Myn, met wie hij vriendschap sloot. Hij kwam later naar Antwerpen terug, om er te sterven.

## Werk
Aanvankelijk was François Breydel portretschilder. Vervolgens schilderde hij genrestukken, 'conversaties' en feesten.